# Салем Рубайя Али
Салем Рубайя Али (араб. سالم ربيع علي‎; род. 1934, Абьян — 26 июня 1978, Аден) — государственный и политический деятель Народной Демократической Республики Йемен, президент НДРЙ в 1969—1978 годах.

## Биография
Родился в крестьянской семье. После окончания средней школы работал учителем. Подвергался репрессиям властей за организацию антиправительственных демонстраций и забастовок учащихся в Абьяне. Активно участвовал в создании в 1963 году Национального фронта освобождения оккупированного юга Йемена. Являлся ответственным за организацию вооруженной борьбы против британских колонизаторов.
С марта 1968 года — член руководства Национального фронта, с марта 1972 года — член Политбюро ЦК и заместитель генерального секретаря ЦК Национального фронта, с октября 1975 года — заместитель генерального секретаря Объединённой политической организации Национальный фронт НДРЙ (ОПОНФ). С июня 1969 года — председатель Президентского совета НДРЙ.

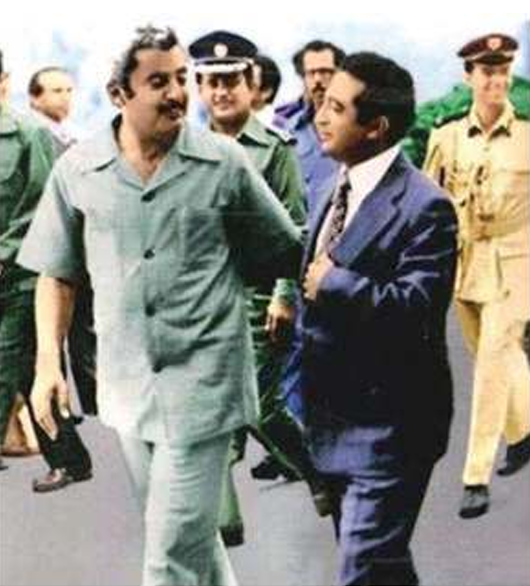
С президентом Северного Йемена Ибрагимом Аль-Хамди

23 июня 1978 года, связавшись с президентом ЙАР Ахмадом Хуссейном аль-Гашими, попросил его принять своего личного представителя с конфиденциальным посланием. Когда посланник, войдя в кабинет президента ЙАР, открыл портфель, раздался взрыв. Заложенная в портфель бомба убила посланника и смертельно ранила президента ЙАР. Считается, что Салем Рубайя Али намеревался спровоцировать войну между двумя Йеменами, обескровить армию НДРЙ, установить режим личной диктатуры, расправиться с руководством ОПОНФ и затем перейти к соглашению с ЙАР через посредничество арабских консервативных режимов, прежде всего Саудовской Аравии, заинтересованной в ослаблении обоих Йеменов.
ЙАР разорвала отношения с НДРЙ и привела в боевую готовность свои вооружённые силы, обвинив её в терроризме и агрессии.
25 июня Салем Рубейя Али отказался присутствовать на чрезвычайном заседании ЦК ОПОНФ, на котором от него ждали объяснений «по поводу его действий, не отражающих политику ОПОНФ и правительства». Одновременно он подал заявление об отставке, после принятия которой предпринял попытку переворота, которая была вскоре подавлена.

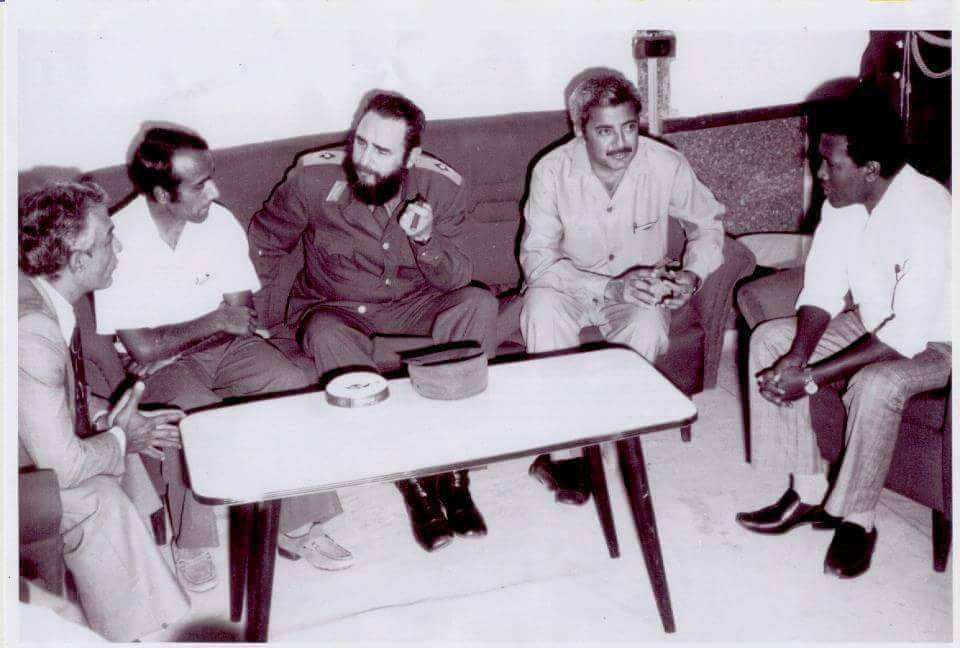
С Фиделем Кастро во время визита того в НДРЙ (1977)

Салем Рубайя Али и двое его соратников на следующий день были казнены.